# 井士剑
井士剑（1960年10月11日—），中國油畫家，祖籍辽宁黑山县。畢業於中国美術學院油畫系，现任中国美术学院教授、绘画艺术学院副院长。